# Bitwa pod Gembloux (1940)
Bitwa pod Gembloux – starcie zbrojne stoczone pomiędzy siłami francuskimi i niemieckimi w dniach 14–15 maja 1940 roku podczas kampanii belgijskiej II wojny światowej.
10 maja 1940 roku niemiecki Wehrmacht zaatakował Francję, Luksemburg, Holandię i Belgię w ramach planu operacyjnego Fall Gelb. Armie alianckie odpowiedziały wdrożeniem planu Dyle, mającym na celu powstrzymanie wroga w Belgii, wierząc, że jest to główna oś ataku Niemców. Alianci zobowiązali się do obrony terytorium Belgii w dniu niemieckiej inwazji, a 12 maja Niemcy rozpoczęli drugą część operacji Fall Gelb, „plan Mansteina”, posuwając się przez Ardeny, aby dotrzeć do kanału La Manche oraz odciąć siły aliantów w Belgii oraz i północnej Francji.
Nieświadoma tego, że niemiecka inwazja na kraje Beneluksu była tylko przynętą, armia francuska zamierzała powstrzymać niemieckie natarcie na środkową Belgię i Francję na dwóch pozycjach obronnych pod miastami Hannut i Gembloux. Francuska 1 Armia, najpotężniejsza w tamtym czasie armia aliantów, miała bronić osi Gembloux–Wavre. Francuski Korpus Kawalerii gen. René Priouxa udał się do Hannut, aby osłonić rozmieszczenie reszty sił 1 Armii pod Gembloux, opóźniając niemieckie natarcie.
Po bitwie pod Hannut w dniach 12–14 maja, stoczonej około 35 km na północny wschód, Francuzi wycofali się w kierunku Gembloux i głównej pozycji obronnej na froncie belgijskim. Przez dwa dni Francuzi odpierali ataki elementów niemieckiej 6 Armii. Niespodziewane uderzenie przez Ardeny i przekroczenie przez Niemców Mozy pod Sedanem zmusił jednak 1 Armię do wycofania się z Gembloux, a następnie z powrotem za francuską granicę w kierunku Lille. Odwrót zdezorganizował obronę aliantów na centralnym odcinku frontu belgijskiego, a wojska niemieckie zajęły środkową Belgię. Ze strategicznego punktu widzenia bitwa nie przyniosła rozstrzygnięcia – utrzymała francuską 1 Armię od Sedanu, co pozwoliło Niemcom osiągnąć strategiczne cele planu Fall Gelb, lecz 1 Armia zachowała zdolność bojową i podczas oblężenia Lille odciągnęła siły niemieckie od natarcia pod Dunkierką, co pozwoliło Brytyjskiemu Korpusowi Ekspedycyjnemu oraz znacznym siłom francuskim i belgijskim na ucieczkę z kontynentu.

## Tło sytuacyjne

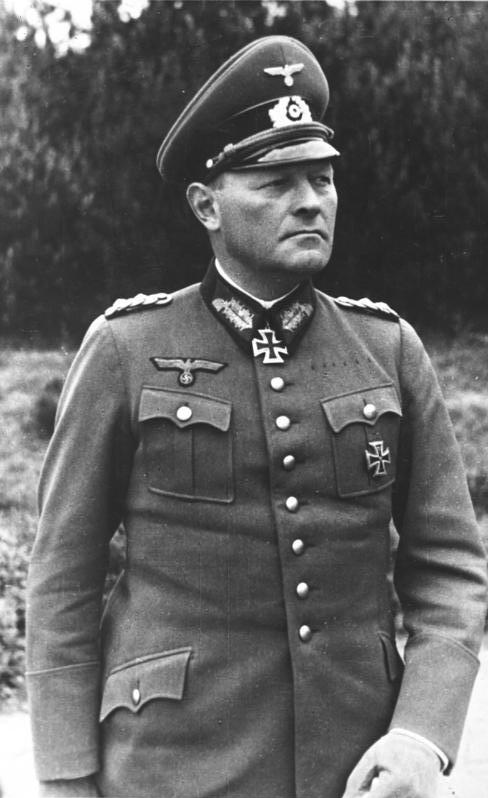
Erich Hoepner, dowódca niemieckich formacji pancernych w bitwach pod Hannut i Gembloux

Naturalną drogą dla niemieckiej inwazji na Belgię była równina środkowej Belgii, położona pomiędzy przemysłową, północną Francją i Paryżem a przemysłowym dorzeczem Renu oraz Zagłębia Ruhry w Niemczech. Grzbiet biegnący mniej więcej z północnego wschodu na południowy zachód przez obszar Gembloux tworzy dział wodny; na zachodzie strumienie wpływają do rzeki Skalda, a na wschód do Mozy. Obszar ten ma niewiele naturalnych przeszkód i bywa określany jako luka Gembloux (fr. Trouée de Gembloux).

## Teoria wojskowa

### Strona niemiecka
Strategia, sztuka operacyjna i taktyka armii niemieckiej oraz Luftwaffe z tamtych czasów były często określane jako Blitzkrieg (wojna błyskawiczna). Jest to kontrowersyjna koncepcja i wiąże się ona z problemem natury oraz genezy operacji prowadzonych zgodnie z założeniami wojny błyskawicznej, co do których kampania 1940 roku jest często przytaczana jako ich klasyczny przykład. Za najistotniejszy element blitzkriegu uznano działania strategiczne, czy też serie działań operacyjnych, przeprowadzane przez wojska zmechanizowane, mające na celu szybkie pokonanie sił zbrojnych obrońców. Blitzkrieg był również postrzegany jako rewolucyjna forma prowadzenia wojny, lecz jego nowość, jak i w ogóle jego istnienie są kwestionowane. Do szybkich i zdecydowanych zwycięstw armie dążyły na długo przed II wojną światową. W niemieckich wojnach o zjednoczenie i kampaniach I wojny światowej niemiecki Sztab Generalny próbował wykorzystania doktryny Bewegungskrieg (wojny manewrowej), podobnej do współczesnego postrzegania blitzkriegu, z różnym skutkiem. Na polach Wielkiej Wojny metody te odnosiły sukcesy taktyczne, ale ich przełożenie na poziom operacyjny było prawie niemożliwe, ponieważ ówczesne armie musiały maszerować wzdłuż linii kolejowych, po których były zaopatrywane. Użycie na szeroką skalę czołgów, samolotów, piechoty zmotoryzowanej i artylerii umożliwiło Niemcom podjęcie próby zrealizowania Bewegungskrieg w 1940 roku na znacznie większą skalę niż mogły to zrobić wolno poruszające się armie w roku 1914. Wprowadzenie silników o spalaniu wewnętrznym i łączności radiowej rozwiązały również problem komunikacji na poziomie operacyjnym.

Termin blitzkrieg jest obecnie postrzegany jako nieprawidłowość, ponieważ w niemieckich planach bojowych nie było wyraźnego odniesienia do takiej strategii, sztuki operacyjnej czy taktyki. Dowody wskazują natomiast na to, że w latach 1939 i 1940 Rzesza Niemiecka przygotowywała gospodarkę do wojny na wyniszczenie, a nie do szybkiej wojny manewrowej, chociaż nie ukończono całkowitej mobilizacji gospodarczej do wojny. Błędy Hitlera zmusiły go do rozpoczęcia wojny w 1939 roku, zanim gospodarka była na nią przygotowana, i w tych okolicznościach niemieckie Oberkommando der Wehrmacht (OKW) wprowadziło w życie koncepcję Vernichtungsgedanke, próbując w krótkim czasie odnieść zwycięstwo na polu bitwy szybkimi atakami na flanki i tyły armii przeciwnika, prowadząc do ich zniszczenia, zanim ekonomiczna i materialna przewaga aliantów stanie się przytłaczająca. Dopiero po klęsce Francji w 1940 roku Wehrmacht celowo prowadził wojnę według założeń blitzkriegu, aby zrealizować swoje ambicje w Europie. W 2005 roku historyk Karl-Heinz Frieser przypomniał opinię Matthew Coopera z 1978 roku, który nazwał blitzkrieg mitem i ocenił, że to słabość przeciwnika, a nie siła armii niemieckiej utorowała drogę do miażdżących zwycięstw Niemców na początku wojny. Frieser napisał: 

Kampania na Zachodzie nie była zaplanowaną kampanią wojny błyskawicznej. Zamiast tego była operacyjnym aktem rozpaczy podjetym w celu wyjścia z rozpaczliwej sytuacji strategicznej. To, co dziś nazywa się „myślą blitzkriegu”, rozwinęło się dopiero po [podkreślnie autora] kampanii na Zachodzie. To nie była przyczyna, ale raczej konsekwencja zwycięstwa. Coś, co w maju 1940 roku skutecznie zaskoczyło wszystkich, miało teraz służyć realizacji wizji podboju Hitlera jako tajemnica sukcesu

### Strona francuska
Francuska doktryna wojenna wywodzi się z doświadczeń I wojny światowej. Z o połowę mniejszą populacją i trzy razy mniejszym przemysłem niż niemiecki, Francja poniosła proporcjonalnie znacznie większe straty, zwłaszcza w zabitych i trwale okaleczonych. Dlatego francuska doktryna opierała się na idei walki starannie kontrolowanej przez wyższych dowódców w celu ograniczenia strat własnych; zakładała głęboką obronę, utrzymywaniu sił mobilnych z dala od ognia wroga i zabezpieczanie linii przed wtargnięciem sił pancernych wroga. Obrona dywizji piechoty na otwartym terenie opierała się na artylerii, która miała bezpośrednio wspierać piechotę i czołgi; cięższe działa były zarezerwowane dla starszego dowódcy, aby jego osobista interwencja była odczuwalna na polu bitwy. Piechota miała być rozłożona w głąb perymetru obronnego: od 15 do 30 proc. siły piechoty dywizji w placówkach w sektorze dywizji przed główną pozycją, aby osłonić ją przed niespodziewanymi zdarzeniami, a następnie główne pozycje oporu wzdłuż naturalnej lub sztucznej przeszkody terenowej pokrytej przez ogólną zaporę piechoty i broni przeciwpancernej; pozycja ta miała być rozciągnięta na głębokość około 2 km do linii zatrzymania, na której miała być umieszczona osłona przeciwpancerna. Jednostki miały być rozmieszczane w sektorze dywizji na zamkniętych pozycjach, zdolnych do obrony we wszystkich kierunkach, pokrywających przestrzeń pomiędzy nimi ogniem krzyżowym. Za linią zatrzymania miały znajdować się rezerwy, dywizjonowy batalion rozpoznawczy i baterie artylerii w zamkniętych punktach umocnionych. Obrona przeciwpancerna była priorytetem na całej głębokości pozycji. Dywizja na otwartym terenie miała utrzymywać front o szerokości 6–7 km i głębokości około 5 km.
Francuskie najwyższe dowództwo zarezerwowało bataliony czołgów wsparcia piechoty dla kluczowych jednostek piechoty. Czołowe elementy armii francuskiej były wyszkolone do reagowania na zagrożenia pancerne i powietrzne, w tym te wchodzące w skład IV Korpusu gen. Henriego Aymesa, który walczył pod Gembloux. Doktryna francuska przewidywała co do zasady rozpoznanie i obserwację powietrzną, osłonę myśliwską sił lądowych, a czasami wsparcie bombowców, chociaż w praktyce nie zawsze były one dostępne. Siły francuskie w 1940 roku były znacznie bogatsze w artylerię niż w lotnictwo, a rzeczywistość przyćmiła te założenia doktryny.

## Preludium

### Fall Gelb
Niemiecka strategia Fall Gelb zakładała, aby 6 Armia gen. Waltera von Reichenaua pchnęła swoje formacje zmechanizowane i zmotoryzowane na równinę belgijską, a tam uderzyła pod Gembloux, pokonując lub wiążąc walką siły alianckie, podczas gdy główne niemieckie uderzenie zostanie przeprowadzone przez Ardeny nad rzeką Moza (bitwa pod Sedanem), z celem ominięcia linii Maginota oraz odcięcia sił alianckich w Belgii i północnej Francji. Reichenau spodziewał się zmotoryzowanych sił alianckich w rejonie rzeki Dyle–Namur od drugiego dnia operacji, a żołnierzy wroga przetransportowanych koleją od czwartego dnia. Zdecydował się skoncentrować swój atak pomiędzy Wavre i Namur, gdzie przygotowana obrona wydawała się najsłabsza. Średnie bombowce Luftwaffe miały utrudniać marsz oddziałów alianckich do Belgii.

### Plan Dyle
Dowództwo francuskie było przekonane, że Niemcy podejmą główne działania (Schwerpunkt) na równinie belgijskiej, dlatego Grand Quartier Général, francuskie naczelne dowództwo, planowało pokonać Niemców manewrem 1 Armii, Brytyjskich Sił Ekspedycyjnych i 7 Armii, które zawierały większość zmechanizowanych i zmotoryzowanych wojsk alianckich obecnych wówczas na kontynencie. Plan Dyle obejmował natarcie aliantów przez Belgię w celu powstrzymania niemieckiej ofensywy.
1 Armia dowodzona przez gen. Georgesa Blancharda otrzymała strategicznie ważne zadanie utrzymania luki Gembloux. Armia Blancharda musiałaby przejść około 100 km od granicy francusko-belgijskiej. W trakcie tego manewru jego formacja zwężałaby się z około 100 km do 30 km w luce Gembloux, gdzie armia belgijska miała przygotować dla niego obronę. Potężny Korpus Kawalerii (Corps de Cavalerie) gen. René Priouxa, odpowiednik niemieckiego korpusu pancernego, miał osłaniać rozmieszczenie 1 Armii, która zwężała swój szyk i była przez to bardziej podatna na ataki Luftwaffe. Francuskie dowództwo przydzieliło piechotę konwencjonalną Blanchardowi na granicy, a także formacje piechoty zmotoryzowanej i 1 Rezerwowej Dywizji Kirasjerów (Division Cuirassée de Réserve), w tym około 70 czołgów.
Blanchard otrzymał nie więcej niż jedną trzecią uzbrojenia przeciwlotniczego, o które prosił, dlatego postanowił przemieszczać swoje wojska tylko w nocy. Oznaczało to, że będzie potrzebował co najmniej ośmiu dni na okopanie swoich dywizji piechoty, z których tylko trzy były zmotoryzowane, zanim pojawią się niemieckie siły pancerne, w przeciwnym wypadku, cytując jego słowa: „byłaby to bitwa w najgorszych możliwych warunkach”.
Gen. Gaston Billotte – dowódca alianckiej 1 Grupy Armii, do której należała francuska 1 Armia – nalegał, aby jego armii przydzielono potężne siły pancerne, które zapewnią utrzymanie luki Gembloux. Chciał mieć dwie rezerwowe dywizje kirasjerów działające w ramach korpusu pancernego, z pierwszą dywizją gotową do akcji najpóźniej w szóstym dniu operacji. Zaplanował trzy osie kontrataku, a także ostrzegł, że niemieckie czołgi mogą zaatakować od szóstego dnia operacji (w rzeczywistości zaatakowały dzień wcześniej), lecz gen. Alphonse Joseph Georges – przełożony Billotte'a – odmówił wcześniejszego przeniesienia 2 Dywizji. 1 Rezerwowa Dywizja Kirasjerów była gotowa do akcji rano 14 maja (piąty dzień operacji). Alianci uzgodnili również, że Brytyjskie Siły Ekspedycyjne posuną się naprzód między 1 Armią a armią belgijską, na front wzdłuż rzeki Dyle; Brytyjczycy planowali przemieszczać się zarówno w dzień, jak i w nocy.
Ważną kwestią w planie aliantów było zapewnienie, że armia belgijska przygotuje obronę w luce Gembloux w centrum pozycji nad rzeką Dyle. Początek tej belgijskiej pozycji opierał się o linię kolejową Namur–Bruksela i wykorzystywał ją jako przeszkodę przeciwczołgową, zgodnie z francuskimi założeniami. Ponieważ inwazja niemiecka była wielokrotnie odkładana, dowództwo belgijskie zrewidowało linię obrony nieco bardziej na wschód, mając nadzieję na „przeciągnięcie” Francuzów bliżej granicy niemiecko-belgijskiej, a 10 maja na wschód od linii Dyle znajdowało się niewiele przeszkód przeciwpancernych. Wokół Gembloux umocnienia praktycznie nie istniały; francuski wywiad był tego przynajmniej częściowo świadomy, ale żołnierzy francuskich zaskoczył brak umocnień polowych 10 maja.

### Niemieckie przygotowania ofensywne

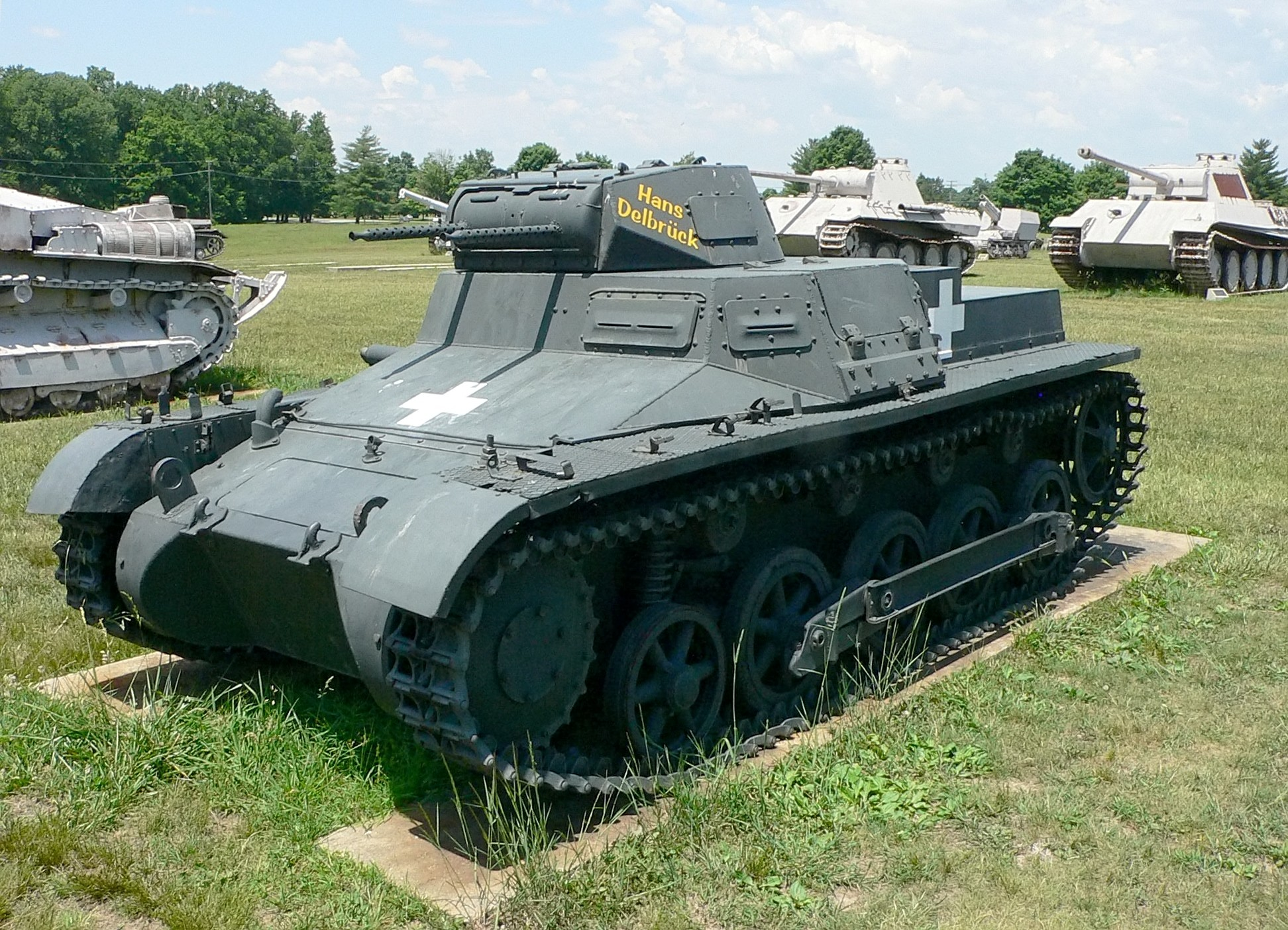
Panzer Is były najpopularniejszym niemieckim czołgiem bojowym w tamtym czasie. Miał bardzo słabe uzbrojenie (brak działa) i cienki pancerz

Po stronie niemieckiej, w ramach Grupy Armii B, walczyła 6 Armia gen. Waltera von Reichenaua. Jej dywizje pancerne miały najlepsze (choć mało liczne) wyposażenie w armii niemieckiej, a większość z ich żołnierzy nabyła już doświadczenie bojowe w czasie inwazji na Polskę we wrześniu poprzedniego roku. W skład formacji wchodził XVI Korpus dowodzony przez gen. Ericha Hoepnera oraz IV Korpus gen. Viktora von Schwedlera.
XVI Korpus Hoepnera miał poprowadzić atak na Gembloux. W jego skład wchodziła 3 Dywizja Pancerna gen. Horsta Stumpffa, która 10 maja posiadała 3 Brygadę Pancerną z 343 czołgami, 3 Brygadę Strzelców Zmotoryzowanych, pułk artylerii i eskadrę samolotów rozpoznawczych, a także inżynierów i personel serwisowy. Z jej 343 etatowych czołgów, 16 to Panzer III i 26 cięższych Panzer IV). 4 Dywizja Pancerna gen. mjr. Johanna Stevera miała 5 Brygadę Pancerną z 331 czołgami, 4 Brygadę Strzelców Zmotoryzowanych, dwa pułki artylerii i siły wsparcia, takie jak te z 3 Dywizji Pancernej. Pośród 331 czołgów posiadanych przez nią 10 maja było 10 Panzer III oraz 24 Panzer IV. Hoepner otrzymał pod swoje dowództwo również 20 Dywizję Piechoty Zmotoryzowanej i 35 Dywizję Piechoty na czas bitwy pod Gembloux.
Po prawej stronie wojsk Hoepnera, IV Korpus Schwedlera miał 31, 7 i 18 Dywizję Piechoty, ustawione według tej kolejności z północy na południe. Jednostki artyleryjskie i transportowe dywizji piechoty opierały się głównie na trakcji konnej i były znacznie wolniejsze niż dywizje pancerne i zmotoryzowane. Pierwszego dnia inwazji przybyła także 269 Dywizja Piechoty z XVII Korpusu, która podobnie jak 20 Dywizja Piechoty Zmotoryzowanej, służyła do ochrony flanki na południu, na drodze Gembloux–Namur.
Wehrmacht liczył przede wszystkim na zapewnienie przewagi powietrznej Luftwaffe. Podobnie jak dowództwo francuskie, Wehrmacht zaplanował nadchodzącą kampanię we współdziałaniu sił powietrznych i lądowych, ale w przeciwieństwie do lotnictwa alianckiego Luftwaffe dysponowało wystarczającą siłą operacyjną, sprzętem i wyszkoleniem, aby ten pomysł zadziałał. 2 Flota Lotnicza (Luftflotte 2) wspierała Grupę Armii B; jej siła w dniu 10 maja obejmowała około 170 średnich bombowców oraz około 550 jednosilnikowych myśliwców i myśliwców ciężkich, chociaż nie wszystkie z tych maszyn były aktywne w pierwszych dniach operacji. Rano 15 maja Oberkommando der Luftwaffe (OKL) wzmocniło 2 Flotę Lotniczą siłami I Korpusu Lotniczego (I Fliegerkorps) z 3 Floty Powietrznej (Luftflotte 3), który 10 maja miał około 300 średnich bombowców. Jednak głównie to VIII Korpus Lotniczy (VIII Fliegerkorps), który miał około 300 Junkersów Ju 87 w czynnej służbie 10 maja i który specjalizował się w operacjach wsparcia naziemnego, wspierał Hoepnera pod Gembloux.

### Francuskie przygotowania ofensywne

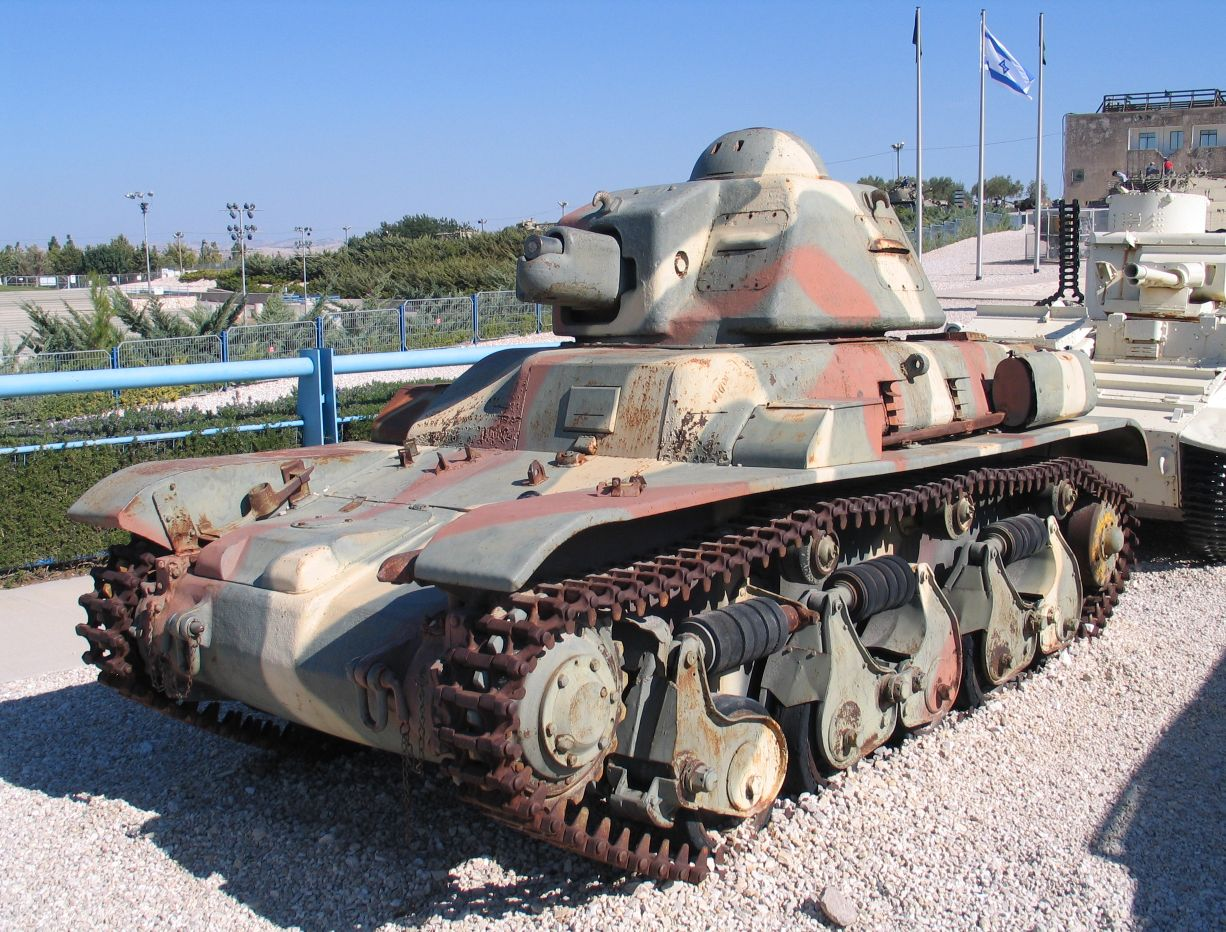
Czołg lekki Renault R-35. Choć lepszy od Panzer I i II, został pokonany przez mniej liczebne Panzer III i IV

W bitwie pod Gembloux po stronie francuskiej walczyła 1 Armia pod dowództwem gen. Georgesa Blancharda, część alianckiej 1 Grupy Armii gen. Gastona Billotte'a. Główne jednostki, które walczyły pod Gembloux, były porównywalne do dywizji rezerwistów Wehrmachtu. Kontyngent francuskiej 1 Armii pod Gembloux obejmował Korpus Kawalerii gen. Rene Priouxa, składający się głównie z 2 i 3 Zmechanizowanej Dywizji Lekkiej (Dywizje Legeres Mecaniques), które jako pierwsze dotarły do Belgii, oraz trzy korpusy piechoty; III, IV i V, każdy z jedną dywizją piechoty zmotoryzowanej i jedną Północnoafrykańską Dywizją Piechoty (Division d'Infanterie Nord-Africaine) lub Dywizją Marokańską (Division Marocaine). Do 1 Armii zostały przydzielone cztery „floty” ciężarówek i autobusów, aby szybko przerzucić całą zmotoryzowaną piechotę i wesprzeć jednostki konwencjonalne. Francuskie dywizje północnoafrykańskie i marokańskie były elitarnymi jednostkami zawodowymi, w czasie pokoju służącymi za granicą, lepiej opłacanymi i przyciągającymi oficerów z najlepszych szkół wojskowych.
Francuskie dywizje piechoty miały trzy pułki po trzy bataliony każdy, dwa pułki artylerii, batalion rozpoznawczy kawalerii i logistykę. Uzbrojenie każdej z nich obejmowało nowoczesne moździerze Brandt Mle 1935 kal. 60 mm lub Mle 27/31 Brandt kal. 81 mm, 52 działa przeciwpancerne Hotchkiss 25 mm oraz od 6 do 8 armat polowych APX kal. 47 mm, Canon de 75 M (montagne) modele 1928 lub Canon de 155 mm GPF z czasów I wojny światowej. W wybranych dywizjach jedną grupę dwunastu dział 155 mm zastąpiono dwunastoma nowoczesnymi działami Canon de 105 court mle 1935 B. Dywizje piechoty zmotoryzowanej posiadały także batalion kawalerii z samochodami pancernymi. Batalion czołgów wsparcia piechoty biorący udział w bitwie pod Gembloux był wyposażony w 45 czołgów Renault R-35: powolnych, obsługiwanych przez dwóch rezerwistów, pozbawionych radia i uzbrojonych w działko przeciwpancerne AC 37 o małej prędkości wylotowej pocisku i niskiej przebijalności. Mimo to R-35 był jak na swój czas grubo opancerzony i stanowił stosunkowo niewielki cel. Francuskie dywizje piechoty, które walczyły pod Gembloux, posiadały również lekką automatyczną broń przeciwlotniczą.
Morale w jednostkach 1 Armii było wysokie, oparte na zaufaniu żołnierzy do swojego sprzętu i dowódców. III Korpus gen. Benoîta-Léona Fornela de La Laurenciego, a tym bardziej IV Korpus gen. Henriego Aymesa, odegrał kluczową rolę w bitwie pod Gembloux. III Korpus dysponował (z północy na południe) 2 Północnoafrykańską Dywizją Piechoty i 1 Dywizją Piechoty Zmotoryzowanej (Division d'Infanterie Motorisee). Obie dywizje miały pełne stany pod względem personelu i sprzętu. 2 Północnoafrykańska Dywizja Piechoty miała doświadczenie bojowe z małej ofensywy w Saarze we wrześniu poprzedniego roku, podczas gdy 1 Dywizja Piechoty Zmotoryzowanej nie przeszła jeszcze chrztu bojowego. Mniej więcej połowa jej kadry była rezerwistami.
IV Korpus obejmował (od północy na południe) Dywizję Marokańską i 15 Dywizję Piechoty Zmotoryzowanej. Bardziej niż inne jednostki, Dywizja Marokańska gen. Alberta Melliera wzięła na siebie ciężar ataku pancernego pod Gembloux. Spadkobierca sławy i prestiżu Dywizji Marokańskiej z I wojny światowej, jednostka składała się głównie z marokańskich żołnierzy kolonialnych, uzupełnionych przez europejskich rezerwistów. 2 Pułk Strzelców Marokańskich miał 2357 ludzi pod Gembloux, kilkuset żołnierzy zostało zaskoczonych przez nagłą niemiecką ofensywę, kiedy przebywali na urlopie. Spośród obecnych, 925 było Europejczykami, a 1432 Marokańczykami. Kadra oficerska była złożona zarówno z żołnierzy czynnej służby, jak i rezerwistów. Kilku Marokańczyków zostało młodszymi oficerami, a kadra podoficerska była mieszana; w artylerii lekkiej wszyscy oficerowie byli Francuzami i przeważnie w czynnej służbie, w artylerii ciężkiej wszyscy oficerowie byli Francuzami, lecz większość była rezerwistami. Mellier był ich dowódcą od końca lutego. Dał się poznać jako niezwykle aktywny i odznaczał się „doskonałą znajomością języka arabskiego”. Jednak Marokańczycy mieli opinię lepszych w ataku niż w obronie. Pomimo trudnego zadania, które na nią czekało, Dywizja Marokańska miała w swojej piechocie tylko 27 dział przeciwpancernych kal. 25 mm zamiast etatowych 48. W pułkach była broń przeciwlotnicza, ale brakowało baterii dywizyjnej, a w transporcie dywizji brakowało pojazdów i około 400 koni. Dywizję Marokańską wspierała 15 Dywizja Piechoty Zmotoryzowanej gen. Alphonse Juina. Ciesząc się „absolutnym zaufaniem” dowództwa jako jednostka kompletna pod względem personelu i uzbrojona zgodnie z najwyższymi standardami armii francuskiej tamtych czasów, 15 Dywizja była gotowa wnieść znaczący wkład w obronę Gembloux.
Słabość Francuzów była jednak najbardziej widoczna w powietrzu. Do czasu rozpoczęcia bitwy pod Gembloux, 1 Armia miała tylko szczątki jednej grupy myśliwskiej złożonej z 26 maszyn, jedną grupę rozpoznawczą i eskadry obserwacyjne.

### Bitwa pod Hannut
Korpus Kawalerii odparł niemieckie próby zamknięcia linii Dyle pod Hannut i wycofał się na drugą linię obrony pod Gembloux, około 35 km na południowy zachód. Czołgi francuskie i niemieckie wyrządziły sobie nawzajem ciężkie straty; Francuzi obezwładnili ok. 160 niemieckich maszyn, tracąc 105. Wycofując się z pola bitwy, Francuzi porzucili jednak wiele własnych obezwładnionych czołgów, podczas gdy Niemcy naprawili prawie 3⁄4 uszkodzonych pojazdów; tylko 49 nie udało się odzyskać, podczas gdy 111 czołgów zostało naprawionych. Niemieckie straty ludzkie w tym starciu to 60 zabitych i 80 rannych.
Hoepner ścigał Francuzów pomimo ostrzeżeń płynących z 35 Brygady Pancernej 4 Dywizji Pancernej, że jej straty pod Hannut są tak dotkliwe, iż kontynuowanie walki jest równoznaczne z „samobójstwem”. Hoepner nie czekał jednak, aż francuskie dywizje piechoty domknął nową linę obrony i spróbował wypchnąć z niej Francuzów. Bliska odległość pomiędzy wycofującymi się Francuzami, a ścigającymi im Niemcami stwarzała poważne problemy dla francuskiej artylerii, która nie chciała ryzykować zadaniem strat swoim kolegom przez bratobójczy ogień. Francuzi ustawili nowe ekrany przeciwpancerne i nie mając wsparcia piechoty, Hoepner został zmuszony do ataku frontalnego. Dwie dywizje pancerne odnotowały 14 maja wiele strat i zostały zmuszone do spowolnienia pościgu. W rezultacie do francuskich jednostek pancernych dołączyły nowe formacje, które następnie ustanowiły nową pozycję obronną na wschód od Gembloux.

## Bitwa

### 14 maja
Niemieckie siły pancerne wyruszyły 14 maja, aby zająć linię Dyle. Co najmniej do 9:20 zwiad powietrzny wskazywał, że pozycja jest nieobsadzona. O tej godzinie Hoepner był z 4 Dywizją Pancerną, nakłaniając dowódcę tej jednostki do przebicia się po obu stronach Ernage, nie czekając na 3 Dywizję Pancerną. 35 Dywizja Piechoty i 20 Dywizja Piechoty Zmotoryzowanej znajdowały się za dywizjami pancernymi, odpowiednio na ich prawej i lewej flance. 4 Dywizja Pancerna rozkazano posunąć się naprzód z brygadą pancerną i piechoty działającymi razem. Lewą flankę dywizji miał osłaniać batalion rozpoznawczy, batalion karabinów maszynowych i większość batalionu przeciwpancernego. O godz. 11:30 8. kompania 35 Pułku Pancernego z około 30 czołgami zaatakowała z Baudeset w kierunku linii kolejowej na południe od Ernage, ale została zatrzymana, tracąc 9 czołgów od ognia artyleryjskiego i wycofała się. 6. kompania nie mogła jej pomóc z powodu „niszczącego ognia obronnego”.
O 13:30 4 Brygada Pancerna trafiła na pozycje wroga pomiędzy linią kolejową a drogą z Wavre do Gembloux. Linia Dyle została obroniona. Walki 3 Dywizji Pancernej 14 maja są znacznie mniej znane. Tego ranka 3 Brygada Pancerna przekroczyła belgijskie przeszkody przeciwpancerne, podążając za 4 Dywizją Pancerną i mając 5 Pułk Pancerny po prawej stronie oraz 6 Pułk Pancerny po lewej. Płk Kuhn, dowódca brygady, był w 6 Pułku Pancernym, który brał udział w walkach w Ernage i na drodze Wavre–Gembloux, kiedy jego czołgi wpadły pod ogień przeciwpancerny. Kuhn postanowił zaczekać na przybycie wsparcia piechoty. Podczas gdy siły pancerne gubiły się we francuskiej obronie, 6 Armia pchnęła do przodu swój korpus piechoty, aby osłaniać ich flanki.

### Początkowe zdobycze Niemców

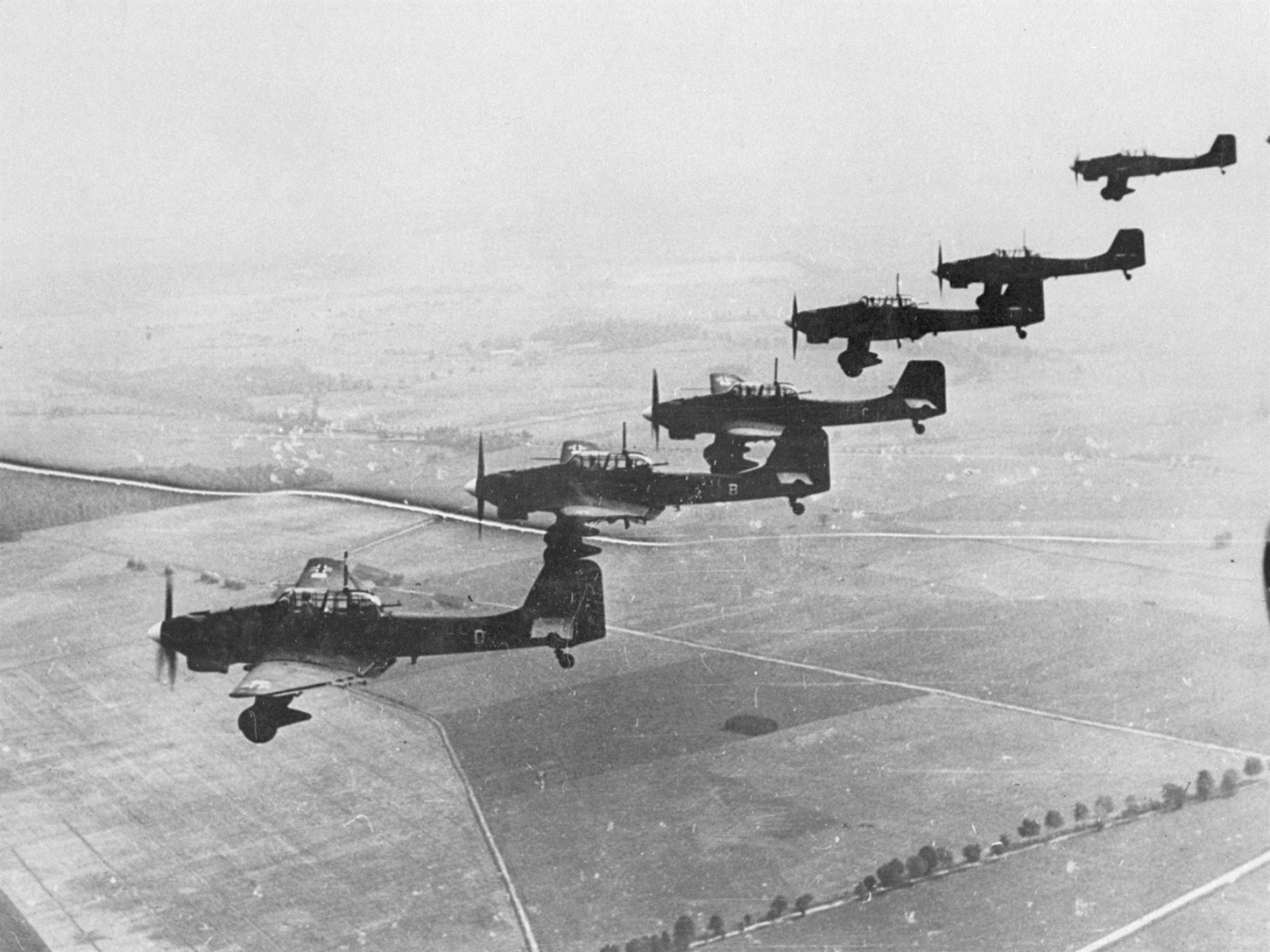
Niemcy mieli przewagę powietrzną przez całą, dwudniową bitwę. Formacje Junkersów Ju 87 osiągnęły umiarkowane sukcesy podczas bitwy

IV Korpus Schwedlera miał osłaniać prawą flankę sił pancernych, tak jak przed francuską kawalerią 13 maja pod Hannut. Piechota zrobiła znaczącego postępy, praktycznie nie napotykając oporu w godzinach porannych 14 maja, a straż przednia z 31, 7 i 18 Dywizji Piechoty nawiązała kontakt z linią Dyle popołudnia i wieczorem tego dnia. O godz. 21:50 szef sztabu 6 Armii wezwał piechotę do ataku w celu wsparcia 3 Dywizji Pancernej, która brała udział w ciężkich walkach pod Walhain i Ernage. Do końca dnia 14 maja nacierające dywizje zgłosiły, że linia Dyle została zajęta przez wroga. Korpus Schwedlera stwierdził, że zniszczenia i zaminowanie dróg na podejściu do linii czyniło je trudnymi do pokonania. Gdy siły niemieckie zaczęły się zbliżać, francuska 1 Armia spotkała się z zainteresowaniem Luftwaffe. Francuskie myśliwce ledwo były w stanie pokryć trzy lub więcej misji zwiadowczych, które miały się odbyć na tym obszarze od rana (większość samolotów rozpoznawczych została utracona). Wycofujący się Korpus Kawalerii szczegółowo opisał natarcie wroga i opóźnił nieprzyjacielskie czołgi na północ od Ernage (w pobliżu pozycji 3 Zmechanizowanej Dywizji Lekkiej) i wokół Grand Leez (w rejonie 2 Zmechanizowanej Dywizji Lekkiej). Gdy kawaleria opuściła pole, Blanchard nakazał swoim czołgom pozostać w pobliżu w rezerwie. W międzyczasie niemieckie natarcie rozwijało się dalej na południe.
Tego wieczora kwatera główna Billotte'a ostrzegła 1 Armię, aby przygotowała się do możliwego odwrotu, ale formacje w polu nic o tym nie wiedziały. Formacja 1 Dywizji Piechoty Zmotoryzowanej została zakłócona przez wycofującą się francuską kawalerię zmechanizowaną i belgijską piechotę oraz uchodźców po południu 14 maja. Pierwszy atak sztukasów wywarł dojmujące wrażenie na żołnierzach, dla których był to chrzest bojowy. Fałszywe pogłoski o spadochroniarzach doprowadziły do krótkich incydentów z bratobójczym ostrzałem, w których zginęło kilku żołnierzy alianckich. Do tego wieczora III Korpus de La Laurenciego oraz jednostki armii brytyjskiej i belgijskiej na linii Dyle i w Namur nawiązały kontakt z niemieckimi patrolami.
Hoepner odkrył, że linia Dyle została obsadzona. Niemniej jednak, co najmniej do 16:50 najwyższy dowództwo nakłaniało go do ścigania „pokonanego” wroga. Jak wspomniano powyżej, na północy 3 Dywizja Pancerna została zablokowana w walce na swojej prawej flance. O godz. 14:00 XVI Korpus wydał rozkaz 35 Dywizji Piechoty, aby ruszyła w tym kierunku, a 20 Zmotoryzowana miała przejść na drugą flankę korpusu, a przybycie 269 Dywizji Piechoty z XVII Korpusu na północną krawędź pozycji pod Namur łagodziło obawy na tym kierunku. O 14:05 gen. Stever, dowodzący 4 Dywizją Pancerną, nakazał 5 Brygadzie Pancernej wspieranej przez batalion strzelców zaatakować wąski front na południe od Ernage, aby dotrzeć do wzgórz na wschód od St. Gery. Artyleria dywizyjna miała zneutralizować ostrzał na flankach z Ernage i Gembloux. O 16:00 Stever opóźnił atak, aby 3 Dywizja Pancerna mogła się przygotować. O 16:50 Stumpff powiadomił przez radio 4 Dywizję Pancerną, że poinformuje ich, kiedy będzie gotowy, ale w międzyczasie sam rozpoczął własny atak w rejonie Ernage. Po godz. 18:00 XVI Korpus ponownie wysłał swoje dywizje do ataku, ale francuski ostrzał obronny był tak gęste, że błędnie ogłoszono alarm o obecności gazu bojowego, co powstrzymało te ataki. O godz. 20:50 Hoepner przekazał dowódcom swoich dywizji przez radio, aby wstrzymali działania ofensywne do następnego ranka.

### Sytuacja wieczorem 14 maja
Tego popołudnia 4 Dywizja Pancerna ucierpiała zarówno z powodu francuskiej obrony, jak i zamętu w niemieckim dowództwie. Stever ruszył naprzód, by spotkać się z płk. Breithem, dowódcą 5 Brygady Pancernej i von Boyneburgiem, dowódcą 4 Brygady Piechoty. Obaj oficerowie twierdzili, że atak nie był tego dnia możliwy. Francuska artyleria ostrzelała kwaterę główną obu brygad pod Baudeset, zabijając pozostawiając dwóch nieznanych dowódców batalionów piechoty. Ostrzał był bardzo celny już od pierwszej salwy, a kilka niemieckich czołgów otrzymało bezpośrednie trafienia, gdy czekały w pobliżu Baudeset. Nękający ogień trwał przez całą noc, zmuszając załogi do okopywania się pod własnymi czołgami.
Zamiary 3 Dywizji Pancernej na 14 maja pozostają niejasne. 6 Pułk Pancerny na lewej flance dywizji zaatakował rejon Ernage po południu i został zatrzymany przez ogień obronny. Wspierający strzelcy nie przybyli na miejsce, a 3 Brygada Pancerna zgłosiła po godz. 19:00, że jest obserwacją z powietrza przez wroga. W międzyczasie doniesiono o poważnych walkach z francuskimi czołgami (3 Zmechanizowana Dywizja Lekka) w rejonach Walhain i St. Paul, a nieprzyjacielskie maszyny pojawiły również się pod Ernage, co doprowadziło dowództwo Brygady Pancernej do wniosku, że sytuacja jest krytyczna; siły pancerne wroga, przeciwko którym naprawdę skuteczna była tylko 75 mm armata czołgu Panzer IV, próbowały przebić się zarówno z lewej, jak i z prawej strony przy wsparciu artyleryjskim kierowanym przez samoloty zwiadowcze, podczas gdy niemiecka piechota jeszcze nie przybyła na miejsce. Było to błędne odczytanie francuskich zamiarów, ale wskazywało na szkody psychiczne poniesione przez dowództwo 3 Brygady Pancernej. Tej nocy front ucichł, piechota przybyła i ruszyła naprzód na podstawie pilnych rozkazów wydanych kilka godzin wcześniej, posuwając się w ciemności. Pomimo przypadkowego ostrzału ze strony własnych czołgów, jeden batalion prawie osiągnął główną pozycję Francuzów. Batalion znalazł się przed świtem pomiędzy Ernage i Perbais, samotyny i bez łączności radiowej z dywizją.

### 15 maja

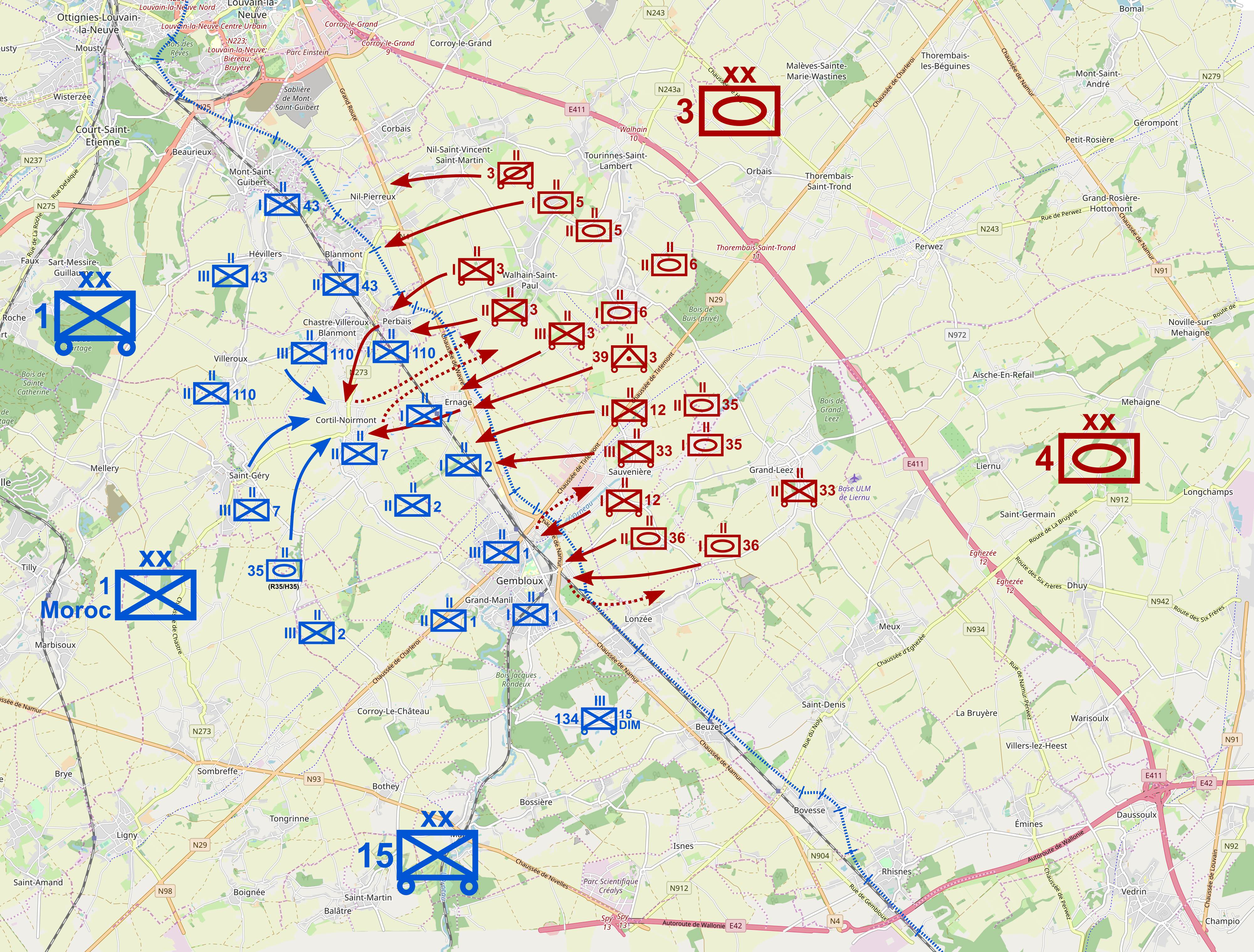
Mapa bitwy z 15 maja 1940

Hoepner postanowił rzucić swoje czołgi wraz z dostępną artylerią i wsparciem powietrznym na solidną francuską obronę, zamiast czekać kolejny dzień, aby zmobilizować swoje dwie dywizje piechoty do poważniejszych działań. Zachęcony przez swoich zwierzchników i założenia niemieckiej doktryny, według których trzeba było atakować, zanim wróg będzie mógł się lepiej przygotować, zdecydował około godz. 20:00 14 maja, aby nie czekać. Wywiad 6 Armii nadal nalegał, aby wyprzeć aliantów z ich pozycji, nakazując XVI Korpusowi działania pościgowe i twierdząc, że niemieckie czołgi są już na zachód od Gembloux (co było nieprawdą). Niemniej jednak, o godz. 22:45, korpus zarządził atak 3 i 4 Dywizji Pancernych na godz. 8:00 15 maja z linią kolejową po obu stronach Tilly, daleko za francuską obroną Gembloux, jako pierwszym celem. VIII Korpus Powietrzny z dostępną artylerią miałby wspierać atak po obu stronach Ernage na froncie mniejszym niż 6 km. Jednostki inżynieryjne miały naprawiać zniszczone mosty i skrzyżowania zabarykadowane przez aliantów, aby zapewnić ciągłość niemieckiej logistyki.
Stever z 4 Dywizji Pancernej rozkazał swojej 4 Brygadzie Piechoty rozmieścić trzy bataliony w linii od Gembloux do Ernage, z powrotem na lewym skrzydle. Oprócz wsparcia powietrznego, jeden pułk artylerii miał przeprowadzić 30-minutowe przygotowanie artyleryjskie na główną pozycję francuską, a następnie strzelać pociskami dymnymi, aby zasłonić Gembloux, po czym zarówno jego pułki artylerii, jak i ciężki batalion skoncentrowałyby się na ostrzale przeciwartyleryjskim i obszarach niedostępnych dla sił pancernych. Obsługi dział przeciwlotniczych otrzymały zdanie zneutralizowania bunkrów wroga (których jednak nie było). Piechota po przekroczeniu linii kolejowej miała wystrzelić białą flarę. Na ten sygnał 5 Brygada Pancerna powinna wyjść z ukrycia i wraz z piechotą ruszyć do ataku na pozycje francuskie. Następnie miał być przyprowadzony pościg w kierunku Nivelles. Plan Stumpffa dotyczący 3 Dywizji Pancernej jest mniej jasny. On również wysunął piechotę przed czołgi ze wsparciem sztukasów i artylerii, nakazując kilku oddziałom pancernym wsparcie piechoty. Jego pierwszym celem było dotarcie do dwóch wzgórz na zachód od linii Chastre–Noirmont. Niemieckiej siły pancerne miały czekać w odwodzie, aby w odpowiednim momencie zwalczyć czołgi wroga lub wykorzystać przełom w nieprzyjacielskich liniach obronnych.
Po prawej stronie dywizji pancernych niemiecki IV Korpus miał stoczyć zaciekłe walki rankiem 15 maja i o godz. 9:20 ostrzegał swoje dywizje, że nad Dyle toczy się „decydująca bitwa”. Dowództwo korpusu rozkazało skoncentrować działania w rejonie Ottignies na granicy pomiędzy 7 a 18 Dywizją Piechoty. Grupa eksploatacyjna podążyłaby za oczekiwanym przełomem. W międzyczasie siły Luftwaffe wzmocniła 2 Flota Powietrzna, której wiele pododdziałów było już uszczuplonych do 30–50 proc. etatowej siły, oraz I Korpus Powietrzny z 3 Floty Powietrznej. W efekcie najwyższe dowództwo dało pierwszeństwo 6 Armii w jej próbach pokonania alianckiego corps de bataille.

### Pierwsze starcie pod Perbais
15 maja był gorącym i pogodnym dniem. Francuska artyleria strzelała przez całą noc, ale planowane ataki sztukasów i niemieckie przygotowania artyleryjskie ruszyły zgodnie z planem o 7:30. O godz. 8:00 piechota 4 Dywizji Pancernej ruszyła naprzód, nieniepokojona ostrzałem wroga. O 8:10 strzelcy wystrzelili białą flarę, dając umówiony znak, że przekroczyli linię kolejową, lecz o 8:20 francuska artyleria zajęła się atakującymi Niemcami i gdy tylko niemieckie czołgi ruszyły do przodu, strzelcy zostali przygwożdżeni. O godz. 9:30 36 Pułk Pancerny poniósł ciężkie straty, stojąc przed przeszkodą przeciwpancerną, podobnie 35 Pułk Pancerny o 9:45. Kiedy kwatera główna 5 Brygady Pancernej zapytała, dlaczego piechota nie posuwa się naprzód, powiedziano im, że „atak jest beznadziejny”. Do godz. 10:00 2. batalion 12 Pułku Piechoty miał kompanię na linii kolejowej w Gembloux, ale natarcie było powolne i kosztowne, dlatego zatrzymało się o 11:00. Utracono kontakt radiowy z 5 Brygadą Pancerną, a czołgi kręciły się wokół przeszkody przeciwpancernej i jeden po drugim były niszczone.
W międzyczasie piechota 3 Dywizji Pancernej zaatakowała z Walhain–St. Paul w kierunku Perbais o godz. 9:15, ale ona również utknęła do 11:00. Kronikarz wojenny XVI Korpusu narzekał, że czołgi 4 Dywizji Pancernej dołączyły do walki, zanim przeszkoda przeciwpancerna została usunięta. Natomiast oficer operacyjny korpusu pochodzenia francuskiego, Chales de Beaulieu, skrytykował 3 Dywizję Pancerną za to, że pozwala swojej piechocie ugrzęznąć, pozostawiając czołgi w rezerwie.

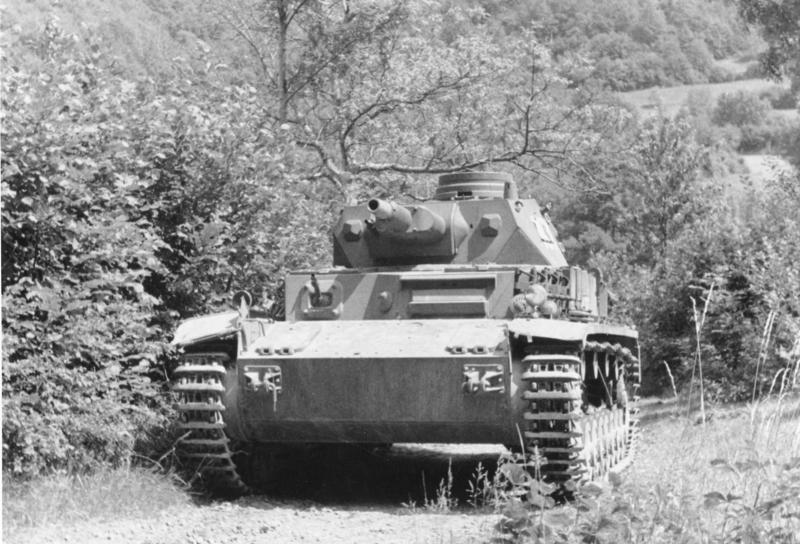
Niemieckie siły pancerne mocno ucierpiały 15 maja

Ju 87 i artyleria nie zdołały uciszyć francuskich dział. Większość raportów dotyczących francuskich baterii była zbyt nieprecyzyjna, aby można je było wykorzystać. Jeden niemiecki samolot zwiadowczy został przegoniony przez myśliwce wroga. O 10:30 batalion ciężkiej artylerii musiał sam uciec przed ogniem odwetowym francuskiej artylerii. Do 11:18 natężenie francuskiego ostrzału na trasach podejść do linii obronnej doprowadził dowódcę artylerii korpusu do wniosku, że utrzymanie zdobyczy i sprowadzanie posiłków były „poważnie zagrożone”. Jedno niemieckie źródło podało, że natarcie utknęło na drodze Wavre–Gembloux, gdy tylko jeden batalion dotarł do linii kolejowej, po czym natychmiast nastąpił francuski kontratak czołgów i piechoty, na który niemieckie działa przeciwpancerne miały niewielki wpływ. Niektóre niemieckie załogi dział przeciwpancernych uciekły, nawet nie otwierając ognia. Jednak nie jest znana liczba francuskich czołgów na polu bitwy w tym momencie starcia.
Płk Breith poprowadził swoją 5 Brygadę Pancerną, zasiadając w czołgu dowodzenia, z 35 Pułkiem Pancernym na przedzie. Widząc, że jego atak utknął w miejscu, Breith kazał niektórym ze swoich oficerów opuścić ich maszyny, aby zebrać strzelców do ataku na działa przeciwpancerne. Jego załoga mogła zobaczyć miny przeciwpancerne ułożone przed nimi na ziemi. Część Francuzów i Marokańczyków poddała się. Przybyło jednak francuskie działo wsparcia piechoty i otworzyło ogień. Pojazd dowodzenia Breitha otrzymał wtedy dwa trafienia, chociaż pancerz nie został przebity. Czołg zaczął zbliżać się do Ernage, gdy „niebieski błysk przeszedł przez nasz pojazd jak piorun”. Breith został lekko ranny, a załoga wyskoczyła. Lekki czołg, który próbował ich uratować, został również trafiony, po czym czołgiści musieli szukać schronienia w dziurach po pociskach. Kpt. von Jungenfeld był niedaleko nich i zauważył, że wszystkie ciężkie pojazdy 4. kompanii zostały zniszczone, gdy dotarły do linii kolejowej, a czołg ppłk. Eberbacha, dowódcy pułku, był obezwładniony. Eberbach powiedział swoim podwładnym: „Dalszy postęp jest po prostu niemożliwy. Nasze czołgi stoją w miejscu, a przed przeszkodami przeciwpancernymi ogień zaporowy uderza w nas bezlitośnie”.
Kiedy czołgi zaczęły się cofać, 1. batalion 12 Pułku Piechoty również wycofał się, wbrew rozkazom, zmuszając oficerów sztabowych do osobistego zatrzymania odwrotu. 36 Pułk Pancerny próbował wykorzystać lukę w nasypie kolejowym w pobliżu Lonzee przeciwko 15 Dywizji Piechoty Zmotoryzowanej, lecz atak zaległ natychmiast pod francuskim ostrzałem. 4 Dywizja Pancerna została zatrzymana.
Odkąd 3 Dywizja Pancerna wstrzymała swoją brygadę pancerną, jej walka potoczyła się nieco inaczej. O świcie 15 maja 3. batalion 3 Pułku Piechoty znajdował się na północny wschód od Ernage, ale jego 1. i 2. batalion (odpowiednio na północ i północny zachód od Ernage) przesunęły się w nocy zbyt daleko w prawo, otwierając lukę o szerokości 1–2 km pomiędzy 3 a 4 Dywizjami Pancernymi, które powinny przylegać do Ernage. W ten sposób 3 Dywizja Pancerna była bardziej podatna na ataki francuskiego 110 Pułku Piechoty (z 1 Dywizji Piechoty Zmotoryzowanej) pod Perbais, niż zakładano. O świcie niemieckie lotnictwo i artyleria zbombardowały Ernage. 1. batalion 3 Pułku Piechoty zaatakował północną krawędź wioski, lecz atak załamał się pod ostrzałem piechoty. O godz. 8:00, po dalszych przygotowaniach lotniczo-artyleryjskich, 2. batalion, hamowany przez własną artylerię strzelającą na podstawie niedokładnych współrzędnych z mapy, ruszył w kierunku Perbais i utknął na kolei. Dowódcy obu batalionów spotkali się, aby skoordynować swoje wysiłki, podczas gdy 3. batalion na zachód od Baudeset otrzymał rozkaz zlikwidowania luki pomiędzy 3 a 4 Dywizją Pancerną.
W drugiej próbie 1 i 2. bataliony wznowiły natarcie przy wsparciu 75 Pułku Artylerii; tym razem artyleria prowadziła ostrzał na podstawie koordynatów od obserwatorów, osiągając nieco lepsze efekty. Korzystając z tego, jak i z ataku sztukasów, strzelcy zajęli Perbais pomimo ciężkich strat poniesionych od francuskiej artylerii i przeszli za linię kolejową. Kilka czołgów podjechało do przodu, aby ich wesprzeć i sytuacja zaczęła wyglądać dla Niemców trochę lepiej. Po francuskiej stronie równiny intensywne działania Luftwaffe były druzgocące dla Francuzów, lecz byli w stanie skierować przeciwko nim tylko dwa ataki myśliwców. Samoloty zwiadowcze wysłane przez 1 Armię i IV Korpus zostały szybko strącono przez niemieckie działa przeciwlotnicze i myśliwce. Panowanie w powietrzu znajdowało się więc niepodzielnie rękach Niemców. IV Korpus wziął teraz na siebie ciężar ataku sił pancernych. Od świtu obserwatorzy naziemni informowali, że około 300 czołgów wroga zbliża się do linii francuskich; Aymes twierdził, że ataki wroga rozpoczęły się około godz. 6:00, zostały odparte, a następnie były kontynuowane od 8:00 przez fale Ju 87, które zaatakowały na całej głębokości pozycji. Wróg przekroczył linię kolejową w sektorze 2 Pułku Marokańskiego, a do dowództwa korpusu dotarły doniesienia, że Perbais i Chastre (w strefie 1 Dywizji Piechoty Zmotoryzowanej) upadły, zagrażając lewej flance IV Korpusu. Aymes oddelegował po jednym batalionie czołgów wsparcia piechoty do każdej ze swoich dywizji i przekazał batalion piechoty ze swojego korpusu rezerwowego do Dywizji Marokańskiej. Aby poradzić sobie z sytuacją za Perbais, Aymes chciał kontrataku brygady czołgów 3 Zmechanizowanej Dywizji Lekkiej, ale jej dowódca, gen. La Font, poinformował go, że de La Laurencie z III Korpusu przejął już kontrolę nad siłami pancernymi bez informowania Aymesa.

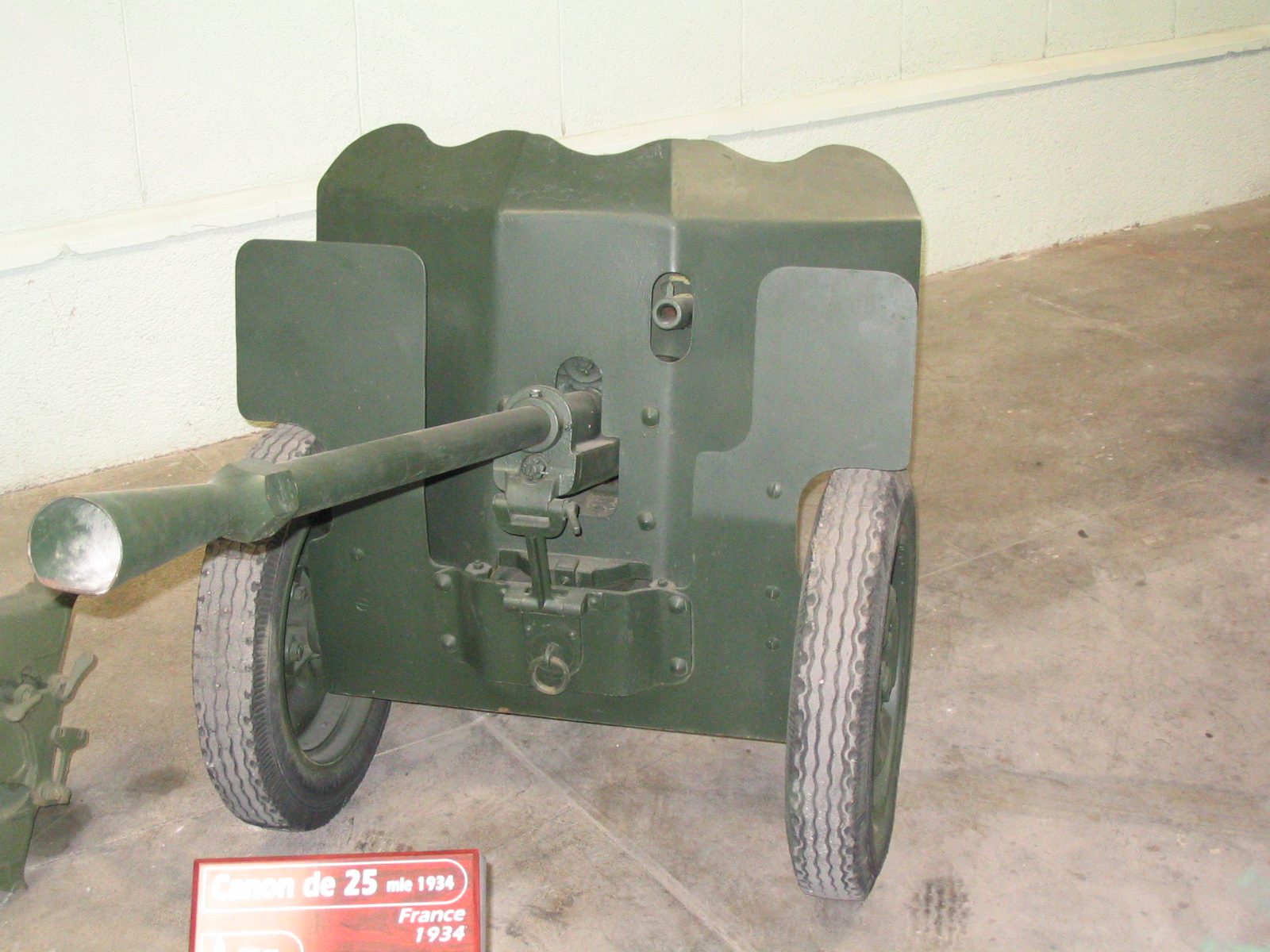
Działko przeciwpancerne Hotchkiss kal. 25 mm. Francuska artyleria zdominowała pole bitwy

Dywizja Marokańska wytrzymała atak mniej więcej jednej i jednej trzeciej dywizji pancernej. 7 Pułk Marokański w Ernage, podobnie jak sąsiedni 110 Pułk w Perbais, walczył zaciekle, zanim musiał ustąpić pola. Mieszany posterunek pomiędzy dwoma pułkami stawiał opór, zagrożony okrążeniem, do godz. 15:00. 2 Pułk Marokański znajdował się na odsłoniętym terenie i do godz. 12:00 siedem plutonów na ich froncie zostało prawie zniszczonych, chociaż elementy wsparcia wciąż się utrzymały. 1 Pułk Marokański pod Gembloux został zepchnięty do miasta, ale wytrzymał, chociaż wrogowi udało się przeniknąć na zachód od miasta wzdłuż linii kolejowej Gembloux–Nivelles, równoległej do Chaussee Brunehaut. Niemieckie bombardowanie spowodowało straty i panikę wśród załóg artyleryjskich, a bataliony piechoty na pierwszej linii odczuły osłabienie wsparcia ogniowego.
Przemierzając front na motocyklu, Mellier ocenił, że jego środek jest w porządku, a prawa część w Gembloux trzyma się mocno, musiał jednak stawić czoła zagrożeniom w Ernage i wzdłuż linii kolejowej Gembloux–Nivelles. Postanowił przywrócić kontakt z 1 Dywizją Piechoty Zmotoryzowanej na linii zatrzymania w pobliżu Cortil–Noirmont, a następnie odzyskać główną pozycję przy użyciu rezerwy korpusu (3. batalion 7 Pułku Marokańskiego) i brygady czołgów La Fonta. Aby przywrócić prawą część centrum, przeznaczyłby rezerwę dywizji (3. batalion 2 Pułku Marokańskiego) i 35. batalion czołgów.
Artyleria francuska odegrała kluczową rolę w bitwie. Poprzedniej nocy baterie dział 75s skierowane na pierwszą linię w roli artylerii przeciwpancernej wróciły do swoich batalionów, prawdopodobnie przy założeniu zakładając, że zagrożenie ze strony czołgów wroga jest teraz mniej odczuwalne niż od piechoty wroga. Od samego rana Ju 87 koncentrowały się na bombardowaniu artylerii Dywizji Marokańskiej. Dwóm bateriom przewróciły wszystkie działa, chociaż później wróciły one do akcji. W batalionie rezerwistów zapanowała panika; jeden batalion armat 105s artylerii korpuśnej, który nie został jeszcze włączony do działań ogniowych, poniósł straty od niemieckich bomb, a jego dowódca nalegał na przydzielenie zadań, aby podnieść morale jego ludzi. Skierowane do Bois de Buis, jako prawdopodobnie osłona przed niemieckimi czołgami, działa 105 mm strzelały z maksymalną szybkostrzelnością, prowokując ciężki atak powietrzny ze strony sztukasów. Najwyraźniej artyleria Dywizji Marokańskiej straciła część swojej skuteczności, ale 15 Dywizji Piechoty Zmotoryzowanej, której ostrzał na flankach znacznie wspomógł Dywizję Marokańską, nie poniosła dotąd wielu ofiar.
Piechota i broń wsparcia zostały mocno nadwyrężone. Straty wśród młodszych oficerów, których dowodzenie było kluczowe dla wojsk kolonialnych, były szczególnie dotkliwe. 1. batalion 2 Pułku Marokańskiego miał dwie kompanie na linii kolejowej. Por. Grudler dowodzący 2. kompanią poległ, a kpt. rezerwy Bouvier został ranny i schwytany około godz. 13:30. Po ataku batalionu wspieranego przez około 30 czołgów i 20 samolotów zginęło dwóch kolejnych dowódców kompanii 1 Pułku Marokańskiego. 1. batalion 7 Pułku Marokańskiego miał dwie kompanie przed linią kolejową w Ernage. Por. Jouval na południu wioski został otoczony przez niemieckich piechurów przed godz. 6:00, drugi dowódca kompanii na północy został oskrzydlony przez czołgi i piechotę 3 Dywizji Pancernej oraz trafiony skutecznym ogniem artyleryjskim. W końcu dowódca batalionu zarządził wycofanie się na linię kolejową, pozostawiając Jouvala walczącego samotnie. Ataki Ju 87 początkowo wywoływały panikę w szeregach alianckiej piechoty, ale według por. Goubarda, oficera wykonawczego 2. batalionu 2 Pułku Marokańskiego, żołnierze szybko nauczyli się poruszać w rozproszeniu i kryć się tylko wtedy, gdy faktycznie ich zaatakowano, a francuska automatyczna broń przeciwlotnicza zebrała żniwo na napastnikach.
W tym momencie siłom francuskim zaczęło brakować amunicji, a ich szybkostrzelność została znacznie zmniejszona. Osłabnięcie nieprzyjacielskiego ognia zachęciło załogi niektórych niemieckich czołgów do ominięcia flanki przeciwnika, jadąc za wysokim żywopłotem, ale zostały zauważone, a siedem czołgów zniszczono. Sąsiedni 110 Pułk poradził sobie z północnym skrzydłem natarcia pancernego. Od godz. 5:00 dywizyjny batalion rozpoznawczy wycofał się do swojego 1. batalionu, który odczuł cały ciężar bombardowania wroga, po którym nastąpiła infiltracja niemieckiej piechoty do Ernage, odsłaniająca prawą flankę batalionu. 3. batalion na północy również został zmuszony do wycofania się. Pomimo wsparcia całej dostępnej dywizyjnej broni przeciwpancernej, a następnie dywizyjnego batalionu rezerwowego, front 110 Pułku pozostawał bezbronny.
W międzyczasie IV Korpus toczył równoległą bitwę na północnym zachodzie. Próby infiltracji przez Dyle nie powiodły się i dywizje piechoty musiały zorganizować regularne ataki, które odepchnęły francuskie placówki z powrotem do Ottignies około godz. 10:00. 7 Dywizja Piechoty przygotowała atak na Limal, podczas gdy 31 Dywizja Piechoty musiała przegrupować się przed atakiem na Brytyjczyków na północ od Wavre. W ten sposób francuski III Korpus został zaangażowany w ciężkie walki rankiem 15 maja, chociaż tylko jego prawy pułk (110.) walczył z czołgami wroga. Artyleria 2 Północnoafrykańskiej Dywizji Piechoty nie była w stanie całkowicie powstrzymać infiltracji wroga. Do godz. 12:00 obrońcy wycofali się do Ottignies.

### Drugie starcie pod Perbais

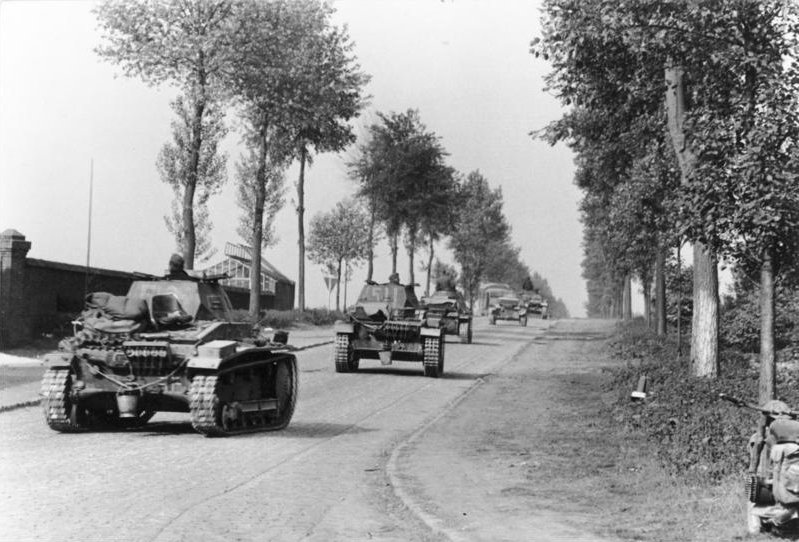
Niemieckie czołgi w Belgii, maj 1940. Luka Gembloux była łatwym terenem dla działań czołgów bez naturalnych przeszkód. Dla Francuzów bardzo ważne było uniemożliwienie wrogowi przebicia się przez tę lukę

Hoepner zaaranżował nowy atak sztukasów na 12:00 i rozkazał swoim dywizjom wykorzystać go do przebicia się przez pozycje wroga. Francuski ogień nie ustawał i o godz. 12:30 ppłk Eberbach dowodzący 35 Pułkiem Pancernym odmówił wznowienia ataku, po tym jak stracił połowę swoich czołgów, w tym własny. Stever udał się więc do kwatery głównej 33 Pułku Piechoty, aby zmusić go do ataku, po drodze jednak został trafiony odłamkiem francuskiego pocisku i ewakuowany z pola bitwy. Breith, dowódca 5 Brygady Pancernej, był poza kontaktem, więc dowództwo zostało przekazane płk. von Boyneburgowi, który dowodził 4 Brygadą Piechoty. Około godz. 14:00 Hoepner wydał rozkaz zatrzymania ofensywy, ale nie powstrzymał działań 3 Dywizji Pancernej w rejonie Ernage. Zaczął planować nowy atak, dodając do niego 35 i 20 Dywizji Piechoty Zmotoryzowanej.
Po rozpoczęciu dnia zbyt optymistycznie, teraz niemieckie dowództwo popadło w drugą skrajność. 6 Armia odrzuciła prośbę XVI Korpusu o wznowienie ataku następnego ranka, decydując się na wspólny atak całej armii, który nie mógł rozpocząć się przed 17 maja. Istniały solidne powody opóźnienia; dowódca artylerii korpusu zwrócił uwagę na trudności w zlokalizowaniu i zneutralizowaniu baterii francuskich i dodał, że jednostki logistyczne nie są w stanie zrekompensować dużego zużycia amunicji ze względu na stan sieci drogowej.
Dziennik wojenny 4 Dywizji Pancernej wyjaśnia rozmiar porażki. Od godz. 11:07 utracono łączność radiową ze sztabem 5 Brygady Pancernej. Z Breithem nie było kontaktu, a raporty z pierwszej linii wskazywały na to, że czołgi ponosiły ciężkie straty i nie mogły stać dłużej pod ostrzałem. Dlatego o godz. 12:00 dowództwo dywizji nakazało powrót sił pancernych na pozycje wyjściowe. O godz. 13:00 4 Brygada Piechoty poinformowała, że piechota również się wycofuje. Von Boyneburg nakazał im ponownie ruszyć naprzód. W tym momencie Stever wyruszył, by powrócić do swojej kwatery o 14:00, ranny. O godz. 15:00 4 Dywizja Pancerna zgłosiła XVI Korpusowi, że personel Brygady Pancernej utknął na linii kolejowej. 4 Brygada Strzelców również poniosła ciężkie straty i nie było perspektyw na sukces; stało się też „wątpliwe”, czy żołnierze będą w stanie ponownie zaatakować 16 maja. O 15:40 Breith, ranny w twarz odłamkiem pocisku, pojawił się w kwaterze głównej dywizji. Spędził trzy godziny w dziurze, udając martwego pod ciężkim ostrzałem artyleryjskim. Stever był przekonany, że ponowny atak następnego dnia nie będzie możliwy. O godz. 20:00 XVI Korpus powiadomił 4 Dywizję Pancerną, że atak zostanie wznowiony dopiero 17 maja, bez 4 Dywizji Pancernej. Tego popołudnia kpt. von Jungenfeld (jeden z dowódców jego kompanii) wysłał czołg, aby spróbować uratować Breitha. Maszyna otrzymała cztery trafienia i wycofała się. Kilka kompanii zostało przygwożdżonych pod ostrzałem.
Ostatecznie kilka niemieckich czołgów średnich przekroczyło przeszkodę przeciwpancerną przed dużą fabryką, z której ostrzelała ich artyleria i pod osłoną ognia piechota ruszyła naprzód. Jednak francuskie działa przeciwpancerne wciąż walczyły z czołgami, które porzuciły piechotę. W końcu niemiecka piechota próbowała szarżować naprzód, wchodząc w bliski kontakt z piechotą francuską, ale Niemcy nie mogli przesunąć się dalej niż kilkaset metrów w rejon stacji kolejowej. Gdy zapadła ciemność, piechota wycofała się.

### Corbais
Sytuacja 3 Dywizji Pancernej była inna. Straciła ona tylko ułamek swoich czołgów, a jednej z trzech jej batalionów piechoty nie był jeszcze mocno zaangażowany w walkę. Po południu 3 Dywizja Pancerna została zaniepokojona meldunkami z sąsiedniej 18 Dywizji Piechoty o francuskich kontratakach pancernych na prawą flankę dywizji. O 13:00 działa 88 mm Flak 18 i czołgi 5 Pułku Pancernego ruszyły w rejon Perbais, aby odeprzeć to zagrożenie. O godz. 15:55 zwiad powietrzny zauważył czołgi i piechotę wroga na linii kolejowej pomiędzy Ernage, a Chastre (chociaż francuski myśliwiec zakłócił obserwację). O 16:48 3 Brygada Pancerna zgłosiła skuteczny ostrzał artyleryjski wroga. O godz. 18:00 jednostki 3 Brygady Piechoty zaczęły wycofywać się z Perbais. 3 Brygada Pancerna rozkazała czołgom ruszyć naprzód, aby powstrzymać odwrót piechoty, a o 18:20 zgłosiła przebicie się przez przeszkodę przeciwpancerną na północny zachód od Ernage pod ciężkim ostrzałem i kontratakiem pancernym wroga z zachodu oraz wezwała wsparcie artyleryjskie. Niemal w tym samym momencie 18 Dywizja Piechoty zgłosiła atak nieprzyjacielskich sił pancernych po obu stronach Corbais. O godz. 20:00 w ręce Niemców wpadła mapa wroga, pokazująca francuskie dyspozycje. Oficer wywiadu 3 Dywizji Pancernej doszedł do wniosku, że sytuacja jest gotowa do próby przebicia się. Udał się do kwatery głównej korpusu, aby to zaproponować, ale, jak wspomniano powyżej, propozycja była sprzeczna z rozkazami 6 Armii i została odrzucona. Większość czołgów spędziła dzień w gotowości w pobliżu Orbais.
Piechota 3 Dywizji Pancernej zaczęła wycofywać się z Perbais po południu, poganiana przez francuską artylerię, kiedy nadeszły informacje o zbliżających się siłach pancernych przeciwnika. Potem jednak sytuacja zaczęła się zmieniać na korzyść Niemców. Około godz. 18:00 dwie kompanie 3. batalionu 3 Pułku Piechoty poprzedzały kompanię czołgów w ataku z Ernage na zachód. Pomimo intensywnego francuskiego oporu ze strony Chastre, gdzie niemieckie źródła donosiły o kilku czołgach Hotchkiss (które, jeśli rzeczywiście tam były, to mogły należeć tylko do 3 Zmechanizowanej Dywizji Lekkiej), piechocie udało się dotrzeć do dwóch wzgórz na zachód od Noirmont, pierwotnego celu 3 Dywizji Pancernej z 14 maja, ciągnąc za sobą elementy 2. batalionu, który utrzymywał linię. Francuski kontratak czołgów i piechoty uderzył w ich otwartą flankę. 6 Pułk Pancerny wysłał do przodu posiłki, w tym jeden Panzer III i pięć Panzer Is.
Niemiecka formacja została powiadomiona o obecności francuskich sił pancernych przez zwiad Luftwaffe. 12 francuskich czołgów, a za nimi marokańska piechota, zaatakowało ich z flanki. Niemcy twierdzili, że zniszczyli sześć czołgów i rozproszyli Marokańczyków. Następnie kompania karabinów maszynowych przejechała dwa kilometry naprzód bez strat, zdobywając dużo sprzętu na wrogu, ale zabrakło jej amunicji. W tym momencie, jak twierdziły niemieckie rachunki, ponownie spadł na nich francuski ogień i pojawiły się dwa nieprzyjacielskie czołgi, niszcząc jednego Panzer III i trzy z Panzer Is. Następnie 3. batalion zatrzymał się przed francuską obroną w rejonie Cortil–Noirmont. O godz. 20:54 przyszedł rozkaz z XVI Korpusu, aby powstrzymać atak, a następnie kolejny z brygady, aby wycofać się za linię kolejową.
Hoepner ostatecznie rozkazał wysuniętym jednostkom 3 Dywizji Pancernej utrzymać swoje pozycje. W międzyczasie jednak prawie cały 3 Pułk Piechoty i jego czołgi wsparcia wycofali się. Jego 2. i 2. batalion były wyczerpane i nie otrzymały uzupełnień przez 36 godzin. Stracono tym samym szansę na przebicie się przez francuską obronę, jeśli kiedykolwiek taka szansa istniała.

### Starcie pod Ernage
Na odcinku Dywizji Marokańskiej po południu doszło do zaciekłych walk na północnej flance. Jej najsłabszy punkt znajdował się po lewej stronie w Ernage, gdzie 1. batalion 7 Pułku Marokańskiego miał jedną kompanię marokańską otoczoną w wiosce. Stracił kontakt z sąsiednim 110 Pułkiem Piechoty w południe, kiedy piechota wroga przekroczyła linię kolejową między Ernage i Perbais. O 12:30 żołnierze przeprowadzili odwrót do siedziby 2. batalionu 7 Pułku Marokańskiego, zatrzymując się na linii Cortil-Noirmont. W Ernage 7 Pułk Marokański walczył do godz. 18:00. Tylko 12 ludzi, w tym dowódca – wszyscy ranni i całkowicie pozbawieni amunicji – poddało się.
Gen. Albert Mellier pierwotnie zamierzał kontratakować po swojej lewej stronie czołgami brygady La Fonta i 3. batalionem 7 Pułku Marokańskiego. Dowiedziawszy się, że czołgi nie są dostępne, kazał 3. batalionowi wzmocnić obronę za Ernage, chociaż ataki Ju 87 spowolniły jego ruch pomimo interwencji jednego, francuskiego myśliwca, który zestrzelił dwa sztukasy. Około godz. 14:00 rezerwa ponownie nawiązała kontakt z kompanią 110 Pułku Piechoty pod Villeroux, ale sytuacja pozostała krytyczna i dowództwo 7 Pułku Marokańskiego oraz jego pomocniczy batalion artylerii zaczęły wycofywać się w kierunku St. Gery. Właśnie wtedy Mellier przyjechał na linię zatrzymania na swoim motocyklu. Pod ostrzałem zebrał żołnierzy i wraz z artylerią dywizyjną powstrzymał odwrót. O godz. 16:00 pozostałe dwie kompanie 1. batalionu 7 Pułku Marokańskiego przedarły się do tyłu i przedłużyły front w kierunku Chastre, stabilizując sytuację. 3. batalion otrzymał rozkaz z powrotem okopać się w Les Communes, chociaż niemiecki ogień artyleryjski, czerpiąc korzyści z obserwacji prowadzonej z balonu obserwacyjnego, zranił dowódcę batalionu. Ciężko ucierpiał także 1. batalion 2 Pułku Marokańskiego po prawej stronie. Wśród mocno wyczerpanych żołnierzy pojawiły się oznaki paniki. Mellier przesłał wiadomość, że kontratak ich wesprze i mają się utrzymać. Około godz. 13:00 nastąpiły potężne ataki powietrzne, po których ponowiono ataki czołgów i piechoty, podczas gdy ataki z powietrza opóźniły francuski kontratak. Dwie francuskie kompanie na linii kolejowej zostały zdziesiątkowane, ale wróg nie dotarł dalej niż zatopiona droga kilkaset metrów w tył. 5. kompania na linii Cortil–Couvent odnotowała porzucenie ciężkiej broni przez ich załogi. 1. kompania 1. batalionu 2 Pułku Marokańskiego wycofała się tego wieczora na linię zatrzymania, gdzie rozdano im ostatnie dostępne naboje.
W międzyczasie rozpoczął się kontratak zarządzony przez Melliera na godz. 11:30, kiedy 35. batalion czołgów Jeana Ragaine’a zaatakował z 3. batalionem 2 Pułku Marokańskiego kpt. Sauta. Atak został wyprowadzony z pozycji rezerwowych położonych około 8 km od celu, linii kolejowej z Ernage do Gembloux. Taki układ naruszył rozkaz operacyjny Aymesa nr 4 z 13 maja, żądający natychmiastowego kontrataku na wrogie siły pancerne dokonujące wyłomu w liniach obronnych. 9. kompania marokańska miała zaatakować po lewej stronie z kompanią czołgów R-35, a 11. kompania po prawej stronie z inną kompanią pancerną, podczas gdy 10. kompania i kompanii broni ciężkiej pozostawały w odwodzie. Każda kompania otrzymała sekcję karabinów maszynowych i jedno działo przeciwpancerne kal. 25 mm. Specjalny oddział miał osłaniać otwartą północną flankę kontratakującej formacji.
Atakujący zebrali się o 14:30 i dotarli do linii zatrzymania około 16:30. Długa kolumna tej formacji uniemożliwiła osiągnięcie zaskoczenia. Na linii zatrzymania na formację spadło masowe bombardowanie. Kpt. Alloy, szef sztabu batalionu pancernego, twierdził, że w grę wchodziło nawet 80 bombowców. Jeden czołg został trafiony, wsparcie artyleryjskie zostało przerwane, ale atak trwał dalej. Niemieckie naloty oddzieliły francuskie czołgi od piechoty, czego zabraniała francuska doktryna wojenna. Niemiecki ogień obronny zatrzymał atak. Marokańska piechota została przygwożdżona do ziemi, artyleria dawała niewielkie wsparcie, a francuski czołg dowodzenia został obezwładniony na własnym polu minowym. Czołgi zaskoczyły niemiecką obronę przeciwpancerną, ale nie były już w stanie uczynić postępu. O 18:30 atak się zakończył.

### Francuski odwrót
Do tej pory francuska 1 Armia wytrzymywała wszelkie przeciwności, ale szybka penetracja rejonu Sedanu na południe od niej zagroziła jej flance i tyłom. Czołgi 2 Zmechanizowanej Dywizji Lekkiej, większość batalionów zwiadowczych, a nawet część rezerw piechoty zostały wyprowadzone, aby osłonić pogłębiającą się prawą flankę. Tego ranka Billotte ostrzegł 1 Armię, aby przygotowywała się do odwrotu, jeśli wymuszą to okoliczności. Wracając do Wavre, około godz. 20:00 1 Armia otrzymała rozkaz rozpoczęcia stopniowego wycofywania się za granicę francusko-belgijską. W międzyczasie IV Korpus zapewnił osłonę i odparł niemieckie czołgi.
O godz. 14:00 IV Korpus otrzymał fałszywe informacje, że Perbais i Chastre zostały utracone, a tym samym kontakt między 7 Pułkiem Marokańskim a 110 Pułkiem Piechoty został przerwany. Podczas gdy bitwa zbliżała się do punktu kulminacyjnego, IV Korpus otrzymał o godz. 15:00 rozkaz rozpoczęcia odwrotu po jego prawej stronie. W tym samym czasie 3 batalion 7 Pułku Marokańskiego w rezerwie został zaangażowany na linii Cortil–Noirmont w celu przywrócenia łączności ze 110 Pułkiem Piechoty. O godz. 16:00 rozpoczął się kontratak 35. batalionu czołgów i 3. batalionu 2 Pułku Marokańskiego. Chociaż piechota poniosła ciężkie straty, a tylko kilka czołgów nie odniosło żadnych uszkodzeń, Aymes został poinformowany (omyłkowo), że przywrócono główną linię oporu. O godz. 18:00 zgłoszono jednak nowe niemieckie ataki na 7 Pułk Marokański oraz kilka czołgów infiltrujących pozycje aż do St. Gery, gdzie zatrzymały ich elementy dywizjonowego batalionu rozpoznawczego.
Pułki 15 Dywizji Piechoty Zmotoryzowanej otrzymały tego wieczora rozkaz odwrotu, a o 18:30 odparły atak pancerny na Beuzet ogniem artyleryjskim i przeciwpancernym. O godz. 20:00 Dywizja Marokańska wydała swoim poddziałom rozkaz wycofania się, podczas gdy 7 Pułk Marokański z powodzeniem wyprowadził kontratak przeciwko ostatniemu, niemieckiemu atakowi w tej bitwie. Niemiecka piechota przed Gembloux zaczęła się wycofywać. Tej nocy obie strony przystąpiły do odwrotu: Niemcy, aby uciec przed wrogiem na swoje własne pozycje, a Francuzi, aby odejść na prawą część swoich tylnych pozycji, ułatwiając wyprowadzenie ze strefy walki Dywizji Marokańskiej.

## Następstwa

### Analiza
W żadnym momencie bitwy niemieckie natarcie nie dotarło do pozycji francuskiej artylerii, kręgosłupa alianckiej obrony. Do końca starcia pozostały one nienaruszone. IV Korpus Schwedlera nie mógł przekroczyć rzeki Dyle na północy. Ze wszystkich przepraw przez rzekę do północy z 15 na 16 maja w rękach Niemców pozostał tylko Limal. 19 Pułk Piechoty 7 Dywizji Piechoty również został zmuszony do porzucenia swojej pozycji rano 16 maja. III Korpus prowadził jeszcze sporadyczne walki, aby zapobiec przełomowi, ale udało mu się to pomimo poważnych niemieckich wysiłków. Brytyjska 2 Dywizja Piechoty przeprowadziła kontratak, który zdezorganizował niemiecką 31 Dywizję Piechoty, a także potężny ostrzał artyleryjski, który pozwolił Dywizji Marokańskiej na wycofanie się. Zrobiła to w ciemności i bez przeszkód. Brytyjski wkład – choć nie był częścią bitwy pod Gembloux – pomógł francuskiemu odwrotowi. Jak pisze historyk Jeffery A. Gunsberg: 

Sukces aliantów pod Gembloux został zniweczony przez zwycięstwo Niemców na południu, ale niepowodzenie Reichenaua w zniszczeniu lub przynajmniej związaniu walką korpusu aliantów pod Gembloux było bardzo widoczne. Prawdą jest, że naczelne dowództwo alianckie nie było w stanie wykorzystać corps de bataille do przywrócenia linii frontu. Ale Wehrmacht potrzebował kolejnych dwóch tygodni walki, by otoczyć i schwytać część 1 Armii, pozwalając jej reszcie oraz większości Brytyjskich Sił Ekspedycyjnych na ucieczkę do Dunkierki.

### Straty
W bitwie pod Gembloux 3 Dywizja Pancerna straciła 20–25 proc. opancerzonych wozów bojowych. 4 Dywizja Pancerna poniosła 45–50 proc. strat w sprzęcie. 12 Pułk Piechoty 4 Dywizji Pancernej stracił jedną trzecią swoich oficerów; w jego 1. batalionie pozostało zaledwie 4 oficerów i 31 żołnierzy z etatowych 700. 3 Pułk Piechoty 3 Dywizji Pancernej stracił 15 oficerów i 184 żołnierzy niższych rang. Łączne straty 4 Dywizji Pancernej 15 maja to 105 zabitych, 413 rannych i 29 zaginionych. W Dywizji Marokańskiej 1. batalion 2 Pułku zakończył bitwę z 74 żołnierzami zdolnymi iść o własnych siłach z 700; w 1. batalionie 7 Pułku Marokańskiego zostało tylko 80 ludzi; a 2. batalion 7 Pułku Marokańskiego miał tylko 150 żołnierzy. W sumie Dywizja Marokańska straciła około 2000 ludzi; 27 proc. stanu.